# Городище (Петриковский район)
Городи́ще (бел. Гарадзішча) — деревня в Копаткевичском сельсовете Петриковского района Гомельской области Беларуси.
На юге, востоке и севере граничит с лесом.

## География

### Расположение
В 42 км на северо-запад от Петрикова, 13 км от железнодорожной станции Птичь (на линии Лунинец — Калинковичи), 157 км от Гомеля.

### Гидрография
На западе водоёмы рыбхоза.

## Транспортная сеть
Транспортные связи по просёлочной, затем автомобильной дороге Лунинец — Гомель. Планировка состоит из прямолинейной улицы, ориентированной с юго-запада на северо-восток (вдоль водоёма) и застроенной деревянными усадьбами.

## История
По письменным источникам известна с XVIII века как деревня в Копаткевичской волости Мозырского уезда Минской губернии. В 1795 году владение Еленских. В 1834 году в составе поместья Копаткевичи. Обозначена на карте 1866 года, которая использовалась Западной мелиоративной экспедицией, работавшей в этих местах в 1890-е годы. Согласно переписи 1897 года действовала часовня.
В 1921 году работала школа, которая размещалась в наёмном крестьянском доме. В 1931 году организован колхоз. Во время Великой Отечественной войны в боях около деревни зимой 1944 года погибли 1113 советских солдат (похоронены в братской могиле в центре деревни). 19 жителей погибли на фронте. Согласно переписи 1959 года в составе совхоза «Копаткевичи» (центр — городской посёлок Копаткевичи).
В деревне родился Герой Советского Союза Семён Степук.

## Население

### Численность
- 2004 год — 20 хозяйств, 30 жителей.

### Динамика
- 1795 год — 17 дворов.
- 1816 год — 71 житель.
- 1834 год — 81 житель.
- 1897 год — 23 двора, 157 жителей (согласно переписи).
- 1908 год — 44 двора.
- 1917 год — 303 жителя.
- 1921 год — 68 дворов, 383 жителя.
- 1959 год — 170 жителей (согласно переписи).
- 2004 год — 20 хозяйств, 30 жителей.

## Известные уроженцы
- Степук Семен Ефимович — Герой Советского Союза.